# Callicorixa producta
Callicorixa producta är en insektsart som först beskrevs av Reuter 1880.  Callicorixa producta ingår i släktet Callicorixa och familjen buksimmare. Arten är reproducerande i Sverige.

## Underarter
Arten delas in i följande underarter:
- C. p. producta
- C. p. noorvikensis